# Campeonato Asiático de Atletismo de 2013 - Revezamento 4x100 m feminino
A prova dos 4 x 100 metros estafetas feminino do Campeonato Asiático de Atletismo de 2013 foi disputada no dia 6 de julho de 2013 no Shree Shiv Chhatrapati Sports Complex em Pune, na Índia. 

## Recordes
Antes desta competição, os recordes mundiais e do campeonato nesta prova eram os seguintes:
|                       | Nome                                                         | Nacionalidade  | Tempo  | Local        | Data                  |
| --------------------- | ------------------------------------------------------------ | -------------- | ------ | ------------ | --------------------- |
| Recorde mundial       | Tianna Madison, Allyson Felix Bianca Knight, Carmelita Jeter | Estados Unidos | 40s 82 | Londres      | 10 de agosto de 2012  |
| Recorde do campeonato | Pei Fang, Tian Yumei Chen Zhaojing, Xiao Yehua               | China          | 43s 41 | Kuala Lumpur | 1991                  |
| Recorde asiático      | Lin Xiao, Yali Li Xiaomei Liu, Li Xuemei                     | China          | 42s 23 | Xangai       | 23 de outubro de 1997 |

## Medalhistas
| Ouro                                                     | Prata                                                                        | Bronze                                                                                      |
| China · Tao Yujia · Lin Huijun · Li Manyuan · Wei Yongli | Japão · Saori Kitakaze · Mayumi Watanabe · Chisato Fukushima · Anna Fujimori | Tailândia · Phatsorn Jaksuninkorn · Tassaporn Wannakit · Orranut Klomdee · Jintara Seangdee |

## Cronograma
Todos os horários são locais (UTC+5:30).
| Data       | Hora  | Evento |
| ---------- | ----- | ------ |
| 6 de julho | 19:45 | Final  |

## Final
A final da prova ocorreu dia 6 de julho às 19:45.
| Posição           | Nacionalidade | Atletas                                                                      | Tempo | Notas |
| ----------------- | ------------- | ---------------------------------------------------------------------------- | ----- | ----- |
| Medalha de ouro   | China         | Tao Yujia, Lin Huijun, Li Manyuan, Wei Yongli                                | 44.01 |       |
| Medalha de prata  | Japão         | Saori Kitakaze, Mayumi Watanabe, Chisato Fukushima, Anna Fujimori            | 44.38 |       |
| Medalha de bronze | Tailândia     | Phatsorn Jaksuninkorn, Tassaporn Wannakit, Orranut Klomdee, Jintara Seangdee | 44.44 |       |
| 4                 | Índia         | S. Sini, Srabani Nanda, Merlin Joseph, Asha Roy                              | 45.03 |       |
| 5                 | Hong Kong     | Hui Man Ling, Fong Yee Pui, Leung Hau Sze, Lam On Ki                         | 46.28 |       |

Legenda
| Recorde mundial       | Recorde mundial (World record)               |                       | Recorde africano                      | Recorde africano (African) |                                           | Q | Classificado por posição (Qualified) |
| Recorde do campeonato | Recorde do campeonato (Championship record)  | Recorde da América    | Recorde da América (Americas)         | q                          | Classificado por melhor tempo (Qualified) |   |                                      |
| Melhor marca do ano   | Melhor marca do ano (World leading)          | Recorde asiático      | Recorde asiático (Asian)              | DNS                        | Não largou (Did not start)                |   |                                      |
| Recorde nacional      | Recorde nacional (National record)           | Recorde europeu       | Recorde europeu (European)            | DNF                        | Não terminou (Did not finish)             |   |                                      |
| Recorde pessoal       | Recorde pessoal do atleta (Personal best)    | Recorde da Oceania    | Recorde da Oceania (Oceania)          | DSQ / DQ                   | Desclassificado (Disqualified)            |   |                                      |
| Recorde da temporada  | Recorde da temporada do atleta (Season best) | Recorde sul-americano | Recorde sul-americano (South America) | NM                         | Sem marca (No mark)                       |   |                                      |